# Torre d'en Lloris
La Torre d'en Lloris és una pedania de Xàtiva, que en 2013 tenia 143 habitants (INE).
La Torre d'en Lloris està situada a uns 4 km per carretera al nord-est de Xàtiva, al costat del riu Albaida. El seu nom li'l deu al senyoriu que allí tenien des del 1379 els senyors de Lloris. Dedicada predominantment a l'agricultura, la seua imatge bucòlica de poblet tradicional valencià ha estat pertorbada recentment per l'arribada de l'especulació immobiliària i la degradació del riu Albaida i la platja natural que al seu pas pel poble formava, la qual cosa ha comportat que se sol·licitara a l'Ajuntament de Xàtiva la construcció d'una piscina.
Les seues terres són regades amb la séquia de la Torre d'en Lloris. El 1535 fou desmembrat de Xàtiva i es va construir una parròquia (Santa Maria), amb Miralbò com a annex. L'església parroquial és dedicada actualment al Roser. Antic lloc de moriscs (42 focs el 1609), en fou la darrera senyora la duquessa d'Almodóvar.
Fou agregat al municipi de Xàtiva el 1857.